# British Home Championship 1919/20
Die British Home Championship 1919/20 war die 32. Auflage des im Round-Robin-System ausgetragenen Fußballwettbewerbs zwischen den vier britischen Nationalmannschaften von England, Irland (ab 1950/51 Nordirland), Schottland und Wales.
| Pl. | Nationalmannschaft | Sp. | S | U | N | Tore    | Punkte |
| --- | ------------------ | --- | - | - | - | ------- | ------ |
| 1.  | Wales              | 3   | 1 | 2 | 0 | 005:400 | 04:20  |
| 2.  | Schottland         | 3   | 1 | 1 | 1 | 008:600 | 03:30  |
| 3.  | England            | 3   | 1 | 1 | 1 | 007:700 | 03:30  |
| 4.  | Irland             | 3   | 0 | 2 | 1 | 003:600 | 02:40  |

|                                                    |   |            |           |
| 25. Oktober 1919 in Belfast (Windsor Park)         |   |            |           |
| Irland                                             | – | England    | 1:1 (0:1) |
| 14. Februar 1920 in Belfast (The Oval)             |   |            |           |
| Irland                                             | – | Wales      | 2:2 (1:0) |
| 26. Februar 1920 in Cardiff (Ninian Park)          |   |            |           |
| Wales                                              | – | Schottland | 1:1 (1:0) |
| 13. März 1920 in Glasgow (Celtic Park)             |   |            |           |
| Schottland                                         | – | Irland     | 3:0 (2:0) |
| 15. März 1920 in London (Highbury Stadium)         |   |            |           |
| England                                            | – | Wales      | 1:2 (1:2) |
| 10. April 1920 in Sheffield (Hillsborough Stadium) |   |            |           |
| England                                            | – | Schottland | 5:4 (2:4) |